# Lolicon

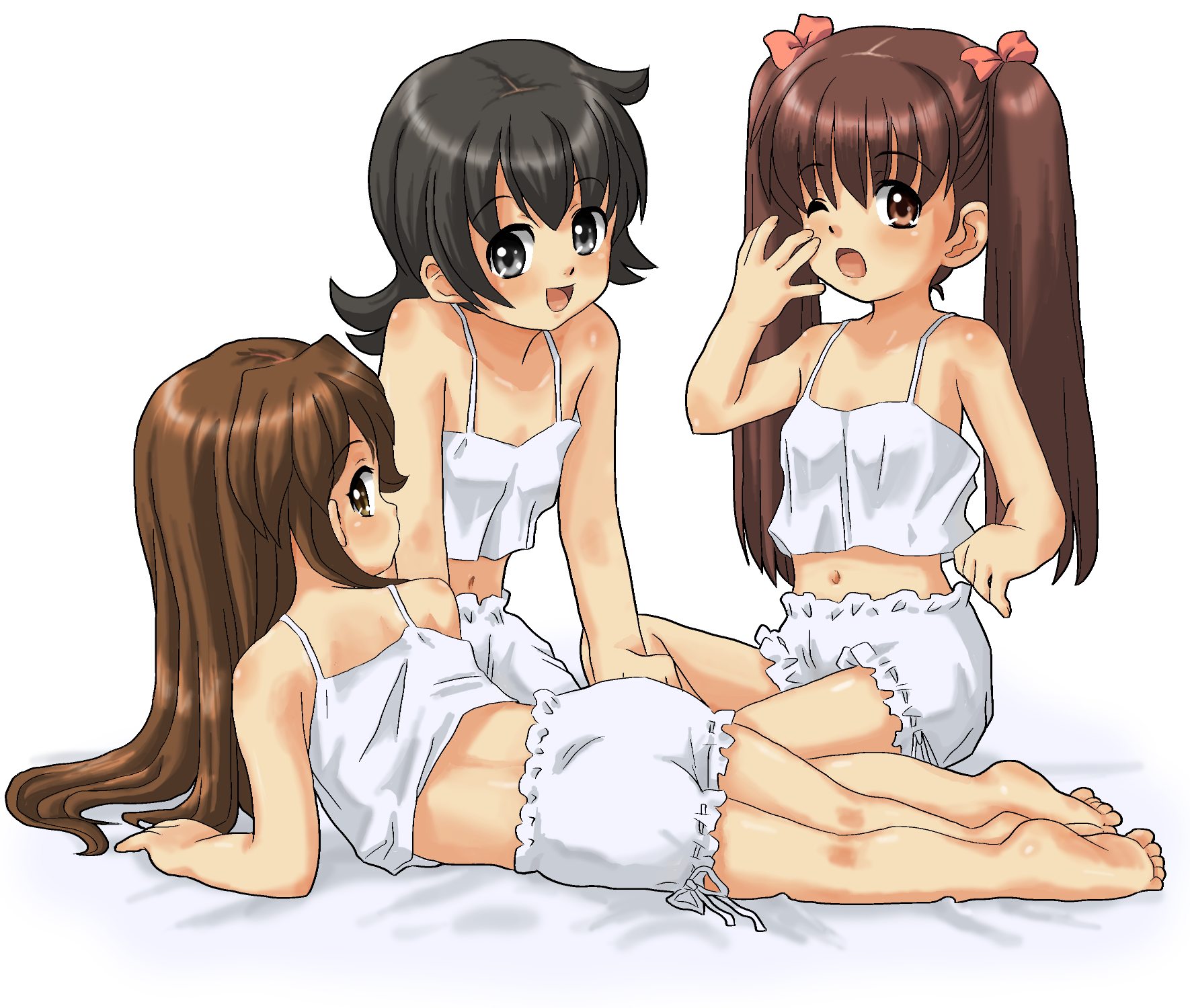
Représentation typée manga de jeunes filles en lingerie. Les illustrations lolicon associent souvent des caractéristiques enfantines à des sous-entendus érotiques.

Dans la culture japonaise,  Lolicon (ロリコン, Rorikon), parfois ⁣⁣romanisé⁣⁣, « Rorikon » ou « Lolikon » est un sous-genre fictionnel qui se concentre sur l’apparence juvénile de leurs personnages féminins, particulièrement en les érotisant ou en les sexualisant. Le terme est un mot-valise reprenant la contraction de « Lolita Complex ». Le terme est occasionnellement raccourci en Loli (ロリ, Rori). Lolicon peut tout aussi bien être utilisé pour désigner le genre en lui-même ou ses lecteurs. 
Le genre est majoritairement trouvable dans les mangas, animés ou des jeux vidéos. Dans la pop culture japonaise, otaku le lolicon est en général dissocié de l’attirance pour de véritables jeunes filles,,. Ce sous-genre est parfois mélangé avec des personnages du genre du moe, ou des bishōjo dans les mangas et animés.
Le terme « Lolita Complex » est dérivé de ⁣⁣Lolita⁣⁣, un roman écrit par Vladimir Nabokov, le terme a été popularisé dans les 1970. Durant le « boom lolicon » dans les mangas érotiques du début des années 1980, le terme a été adopté dans la culture otaku tout juste naissante pour désigner l'attirance pour les premiers personnages bishōjo. Puis, uniquement pour les représentations plus jeunes à mesure que les designs bishōjo se diversifiaient. Les illustrations de cette période, fortement influencées par les styles des mangas shōjo, ont marqué un changement par rapport au réalisme initial de ce type de représentation, associé à l'avènement de l'« érotisme mignon » (kawaii ero), une esthétique désormais courante dans les mangas et les anime en général. La popularité de ce sous-genre s'est progressivement estompé au milieu des années 1980. Le genre ne représente depuis qu'une minorité des mangas érotiques ou pornographique.
Depuis les années 1990, le lolicon est régulièrement au centre les débats sur les mangas au Japon ainsi que dans le reste du monde. Les lois sur la Pédopornographie de certains pays s'appliquent aux représentations de personnages enfants fictifs, tandis que celles d'autres pays, dont le Japon, non. Les opposants et les partisans débattent pour savoir si ce genre peut influer en bien ou en mal les abus sexuel sur mineurs. Le terme est souvent utilisé par les experts des médias et des phénomènes culturels pour différencier la sexualité réelle ou fictionnelle dans la culture otaku.

## Définition
Le terme Lolicon est une abréviation de « Lolita complex », une expression anglaise dérivée du roman Lolita de Vladimir Nabokov qui narre l’histoire d’un homme sexuellement attiré par une fille de douze ans vue à travers les yeux de celui-ci. 
« Lolita complex » fut introduit au Japon par l'ouvrage de psychologie The Lolita Complex par Russell Trainer. Il l'utilise dans ce livre pour désigner l'attirance pour les filles pubères et prépubères. Au japonais, l'expression est plutôt utilisée pour désigner l’attirance émotionnelle ou sexuelle pour les personnages à l’apparence juvénile. 

### Usages
Le mot Lolicon peut aussi bien être utilisé pour désigner les œuvres érotiques ou pornographiques mettant en scène de tels personnages que les lecteurs de ce genre de contenu. La version raccourcie de ce mot est utilisée pour définir des archétypes de personnages féminins jeunes ou d'apparence juvénile dans les mangas ou les animes. On dira de ces personnages qu’elles sont des « loli ».
En japonais, le mot Lolicon n’est pas, ou très peu, utilisé pour désigner la pédophilie réelle, il lui sera préféré les termes :
- Langage courant :  yōji-zuki (幼児好き?) et pedofiria (ペドフィリア?)
- Langage médical : shōniseiai (小児性愛?) et jidōseiai (児童性愛?)
- Pornographie infantile : jidō poruno (児童ポルノ?)

Dans les mangas et animés, Lolicon est utilisé pour désigner un personnage attiré par une autre personnage à l’apparence juvénile. Néanmoins, les termes listés ci-dessus peuvent être utilisés dans les œuvres se voulant plus réaliste.

### Évolutions au fil du temps
La signification du terme « lolicon » dans le contexte otaku s'est développée au début des années 1980, pendant le « boom du lolicon » dans les mangas érotiques et pornographiques. Selon Akira Akagi, la signification du terme « lolicon » s'est éloignée progressivement de l'association sexuelle entre un homme plus âgé et une jeune fille, pour décrire plutôt le désir de « mignonnerie » et de « féminité » dans les mangas et les anime. D'autres ont défini le lolicon comme une recherche de « choses mignonnes » et de personnages de type manga et anime, la « rondeur » et la « 2D » par opposition aux représentations « réalistes ».
À l'époque, tout érotisme dans les mangas mettant en scène des personnages bishōjo était associé à ce terme, et les synonymes de Lolita Complex comprenaient :
- Complexe bidimensionnel (二次元コンプレックス, nijigen konpurekkusu?)
- Fétichisme bidimensionnel (二次コン フェチ, nijikon fechi?)
- Syndrome bidimensionnel (二次コン 症候群, nijikon shōkōgun?)
- Syndrome des jolies filles (美少女 症候群, bishōjo shōkōgun?)
- Maladie (病気, byōki?)

À mesure que les archétypes physiques des personnages dans les mangas érotiques et pornographiques se sont diversifiés à la fin de l'engouement pour le lolicon en 1984. Le mot Lolicon s'est depuis réduit aux représentations de filles à l’apparence juvénile.
Le mot « lolicon » s’est ancré dans la société japonaise après l'arrestation en 1989 de Tsutomu Miyazaki, un tueur en série visant des jeunes filles. Il fut présenté par les médias japonais comme un otaku. Le mot lolicon fut à ce moment-là associé à la pédophilie dans les débats sur les dangers des mangas. La communauté otaku remplaçât finalement ce mot par moe, plus générique et moins connoté. Les mots lolicon et moe sont encore utilisés par de nombreux otaku pour désigner une attirance émotionnelle ou sexuelle distincte de la réalité. De plus, certains otaku s'identifient comme Fictosexuel (二次コン, Nijikon)  pour expliciter leur attirance pour les personnages non réels. Le Lolicon revient régulièrement dans les débats et critiques autour des mangas et de la sexualité au Japon, et parfois à l’étranger par la pop culture japonaise utilisé comme outil de soft power.

## Histoire

### Les origines
Au cours des années 1970, le manga shōjo, connu un renouveau. Des artistes, à l'instar du Groupe de l'an 24, ont expérimenté de nouveaux types de récits et styles, mêlant psychologie, genre et sexualité. Ces changements ont attiré un public composé d'hommes adultes, auparavant peu enclins à la consommation de ce genre d’œuvre initialement pensé pour les femmes. 
Le concept de « Lolita Complex » est apparu pour la première fois dans le manga Stumbling upon a Cabbage Field (キャベツ畑でつまずいて, Kyabetsu-batake de Tsumazuite), un manga parodiant Alice au pays des merveilles, publiée en 1974 dans le magazine de manga shōjo Bessatsu Margaret. Dans cet ouvrage, un personnage masculin qualifie Lewis Carroll d'« homme étrange qui n'aime que les petits enfants », dans une blague à destination des lecteurs adultes. Les premières illustrations lolicon furent influencées par des artistes masculins imitant les mangas shōjo,, ainsi que par des mangas érotiques créés par des artistes féminines à destination d’un public masculin.
Les personnages de type bishōjo ont acquis une importance croissante dans les médias japonais durant les années 1970, utilisé comme symbole mélangeant mignon, innocence et  « Éros fantasmé ». Ces attributs se retrouvent, au fil du temps, attachés à l'imagerie des jeunes filles. Les photographies de nues infantiles réels, considérées comme de l'art, gainèrent en popularité. Un recueil de photos intitulé «Nymphet: The Myth of the 12-Year-Old» (Nymphette : le mythe des 12 ans) a été publié en 1969. Il s’ensuivit, en 1972 et 1973, une mode de photos de nus sur le thème d'Alice au pays des merveilles.
Au cours des années 1980, des périodiques spécialisés à destination d'un public adulte ont commencé à paraître, proposant des photographies de nudité, des histoires de fictions et autres études sur l'attrait des jeunes filles. Cette tendance s'est progressivement estompée à la fin de cette même décennie, à la suite de nombreuses critiques et d'une préférence grandissante de la part des lecteurs pour des créations non réalistes provenant des mangas et animés. Le succès de ce genre de représentations, qu'il s'agisse de photos ou même des mangas, pourrait être attribuée à l'interdiction légale de la représentation des poils pubiens, en vertu des législations japonaises relatives à l'obscénité.
Le tout premier anime hentai produit au Japon était un lolicon.

## Aspects juridiques
Le statut légal des dessins pornographiques représentant des mineurs (en), en particulier la pédopornographie virtuelle, varie d'un pays à l'autre.

### Japon
La production pornographique fictive incluant des mineurs (comme le lolicon ou le shotacon) est légal au Japon, même lorsqu'il est réaliste.
La dernière loi proposée contre cette pratique a été présentée le 27 mai 2013 par le Parti libéral démocrate, le Kōmeitō et le Parti de la restauration du Japon. Elle aurait rendu illégale la possession d'images à caractère sexuel représentant des personnes de moins de 18 ans, passible d'une amende d'un million de yens (environ 10 437 dollars américains) et d'une peine d'emprisonnement inférieure à un an. 
Le Parti démocrate japonais, ainsi que plusieurs associations industrielles impliquées dans l'anime et le manga, ont protesté contre ce projet de loi, affirmant « qu'ils appréciaient que le projet de loi protège les enfants, mais qu'il restreindrait également la liberté d'expression »,,. La loi a finalement été adoptée en juin 2014 après que la partie interdisant la production non réelle ait été retirée du projet de loi. Cette nouvelle loi est entrée pleinement en vigueur en 2015.

### France
Depuis la réforme du code pénal français, introduite en 2013, la production ou la distribution de dessins représentant un mineur de moins de 15 ans est considérée comme équivalente à la production de véritable pornographie infantile et est passible d'une peine pouvant aller jusqu'à cinq ans d'emprisonnement et 75 000 € d'amende, même si les dessins ne sont pas destinés à être distribués. 
Le dessinateur français Bastien Vivès a fait l'objet d'une controverse pour ses œuvres telles que Petit Paul et La Décharge mentale, qui représentent des actes sexuels impliquant des mineurs, ce qui a conduit à des poursuites judiciaires en 2023 pour « création et diffusion d'images pornographiques de mineurs ».
Cependant, le tribunal a suspendu la procédure en 2025 pour défaut de compétence et aucun procès sur le fond n'a eu lieu. L’affaire est pour certains un exemple des conflits juridiques entre la liberté artistique et la protection des enfants.

### USA
La Cour suprême des États-Unis a décidé en 2002 que le « Child Pornography Prevention Act » de 1996, qui prohibait la pédopornographie virtuelle était inconstitutionnel car il interdisait « des productions qui ne provoquent ni crimes ni victimes. La pédopornographie virtuelle n'est pas « intrinsèquement liée » à l'abus sexuel des enfants ». Le PROTECT Act de 2003 (Amber Alert Law), promulgué par George W. Bush le 30 avril 2003, criminalise la pédopornographie virtuelle. En décembre 2005, Dwight Whorley fut condamné à ce sujet (mais il possédait aussi de la pédopornographie photographique). La Cour Suprême ne s'est pas encore prononcée sur cette loi.

### Autres pays
L'Afrique du Sud a précisé en septembre 2003 (« Films and Publications Amendment Bill ») qu'en pédopornographie la virtualité n'était pas un facteur de distinction avec la pédopornographie en général[réf. nécessaire].
De même, l'article 163.1 du code criminel canadien interdit « toute représentation photographique, filmée, vidéo ou autre, réalisée ou non par des moyens mécaniques ou électroniques ». Un Américain a été condamné à 30 jours de prison pour avoir fait passer du lolicon des États-Unis au Canada en avril 2006.
En 1994 au Royaume-Uni, le Criminal Justice and Public Order Act introduisit une définition légale d'une « pseudo-photographie indécente d'un enfant », interdite tout comme les vraies. Cependant la loi n'inclut pas les productions artistiques où les reproductions ne tendent pas à une mimèsis parfaite, comme dans les mangas[réf. nécessaire].
Aux Pays-Bas, le 1er octobre 2002, une loi caractérisant la « pédopornographie virtuelle » comme illégale fut introduite. Cependant la loi ne concerne que les « représentations réalistes d'un mineur dans des positions sexuellement explicites ».
En Allemagne, toute pornographie est interdite lorsqu'elle concerne « l'abus sexuel d'enfants, qu'il soit réel ou présenté de manière réaliste ».

## Analyses
Les statistiques montrent une forte corrélation entre la grande vogue de matériel pornographique au Japon depuis les années 1970 et une baisse importante des agressions sexuelles, en particulier d'enfants, et les viols prémédités[réf. nécessaire]. Ceci appuie la théorie affirmant que la grande disponibilité de matériel sexuellement explicite diminue en fait le taux de crimes sexuels.